# Trine 5: A Clockwork Conspiracy
Trine 5: A Clockwork Conspiracy — відеогра-головоломка платформер, розробленою Frozenbyte і видана THQ Nordic. Це п'ята частина серії Trine. Вона була випущена 31 серпня 2023 року і доступна на нових платформах, таких як Microsoft Windows, Nintendo Switch, PlayStation 4, PlayStation 5, Xbox One і Xbox Series X і Series S.

## Геймплей
Так само, як і в її попереднику, Trine 4: The Nightmare Prince, A Clockwork Conspiracy — це 2,5D відеогра Сайд-скролерю. У грі є 20 рівнів і три ігрових персонажі: чарівник Амадей, злодійка Зоя та лицар Понтій. У цій грі персонажі отримали нові здібності: Амадей може змінювати гравітацію, Зоя володіє стрілами-рикошетами, а Понтій може використовувати металевий меч, створюючи нові точки опори для поперечних рухів. Коли гравці просуваються в грі та виконують квести, вони накопичуватимуть досвід, що дозволить їм розблокувати більше здібностей для кожного персонажа. За словами розробника, бої в Trine 5 складніші, ніж у Trine 4, оскільки в грі представлені багатофазові бої з босами. Як і в попередніх іграх серії, у грі велика увага приділяється головоломкам із фізики. У Trine 5 з’являються нові елементи, зокрема повітря, світло, магніти та електрика.
Кампанія гри підтримує як локальну, так і мережеву багатокористувацьку гру. У грі також існує кооперативний багатокористувацький режим для чотирьох гравців, який дає гравцям можливість використовувати різні комбінації персонажів для спільної гри. Складність головоломки, бою та воскресіння можна регулювати окремо.

## Розробка
Розробник серії Frozenbyte і видавець THQ Nordic офіційно анонсували гру у квітні 2023 року За словами розробників, бій у грі відзначається своєю «органічністю» і більш схожий на Trine 2, ніж на Trine 4: The Nightmare Prince. Гра була випущена 31 серпня 2023 року для ПК з Windows, Nintendo Switch, PlayStation 4, PlayStation 5, Xbox One і Xbox Series X і Series S.